# British Medical Association
A British Medical Association (BMA) é a associação profissional e registrada para doutores/médicos do Reino Unido. Foi fundada em 1832 e conta com mais de 140 mil associados actualmente.